# 1100 Wilshire
1100 Wilshire est un gratte-ciel de 36 étages et mesurant 151,18 mètres de haut et situé sur Wilshire Boulevard à  Los Angeles en  Californie. C'est un gratte-ciel résidentiel et commercial qui a été achevé en 1987. C'est le 27e bâtiment le plus haut de la ville. L'édifice de 35 262 m2 a été conçu par AC Martin Partners. Les 15 étages inférieurs sont principalement des parkings, avec un espace commercial au rez-de-chaussée, au niveau de la rue. 1100 Wilshire a échoué en tant qu'immeuble de bureaux et est resté presque vacant pendant près de deux décennies. Il a été acheté par Hampton Development, TMG Partners et Forest City Residential pour 40 millions de dollars, et de 2005 à 2006, l'immeuble a été converti en condominiums résidentiels occupés par leur propriétaire comptant 228 unités[réf. souhaitée].

## Galerie

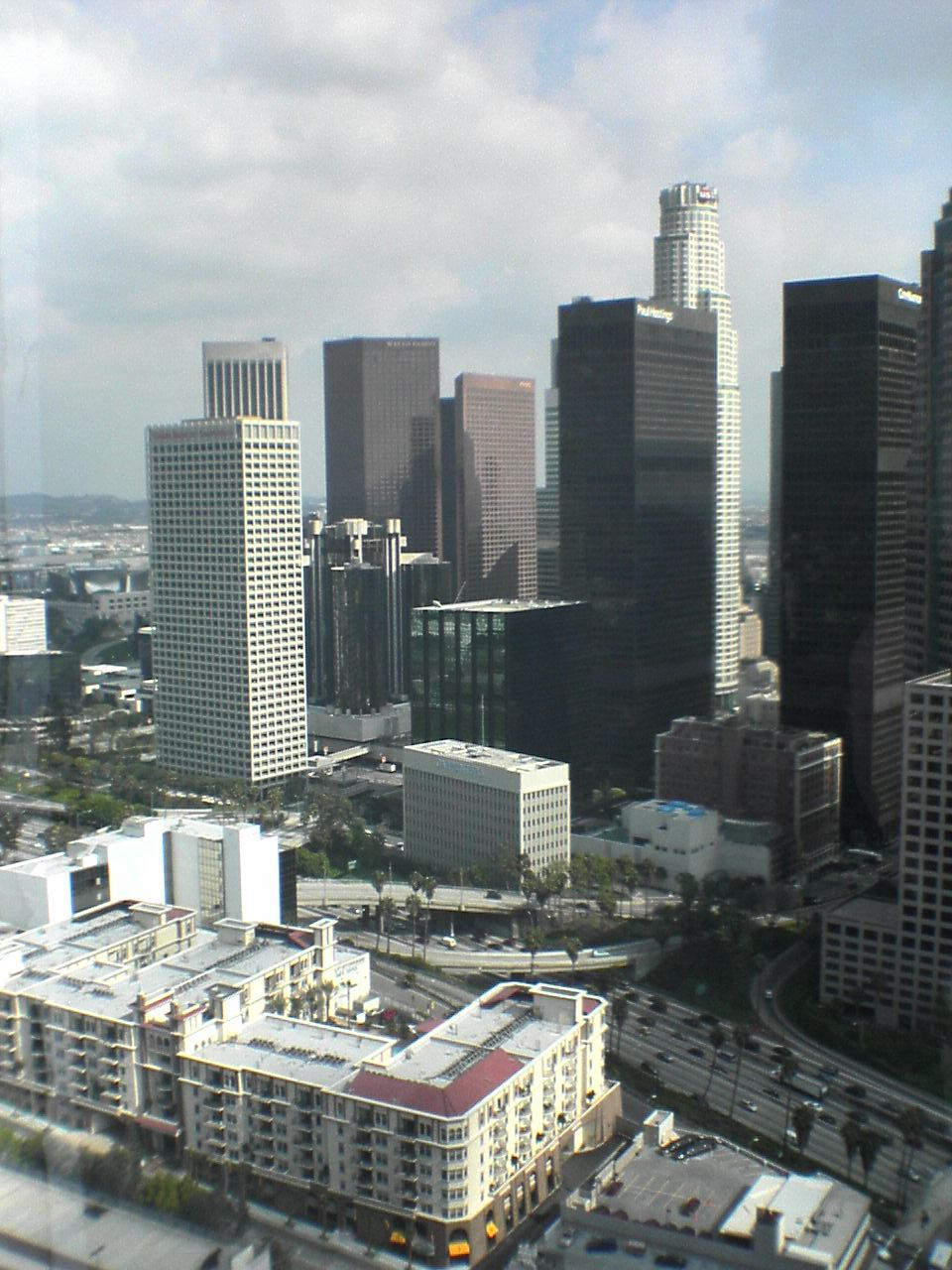
Vue sur le centre-ville de Los Angeles, depuis l'angle Nord-Ouest du 32 étage du 1100 Wilshire.
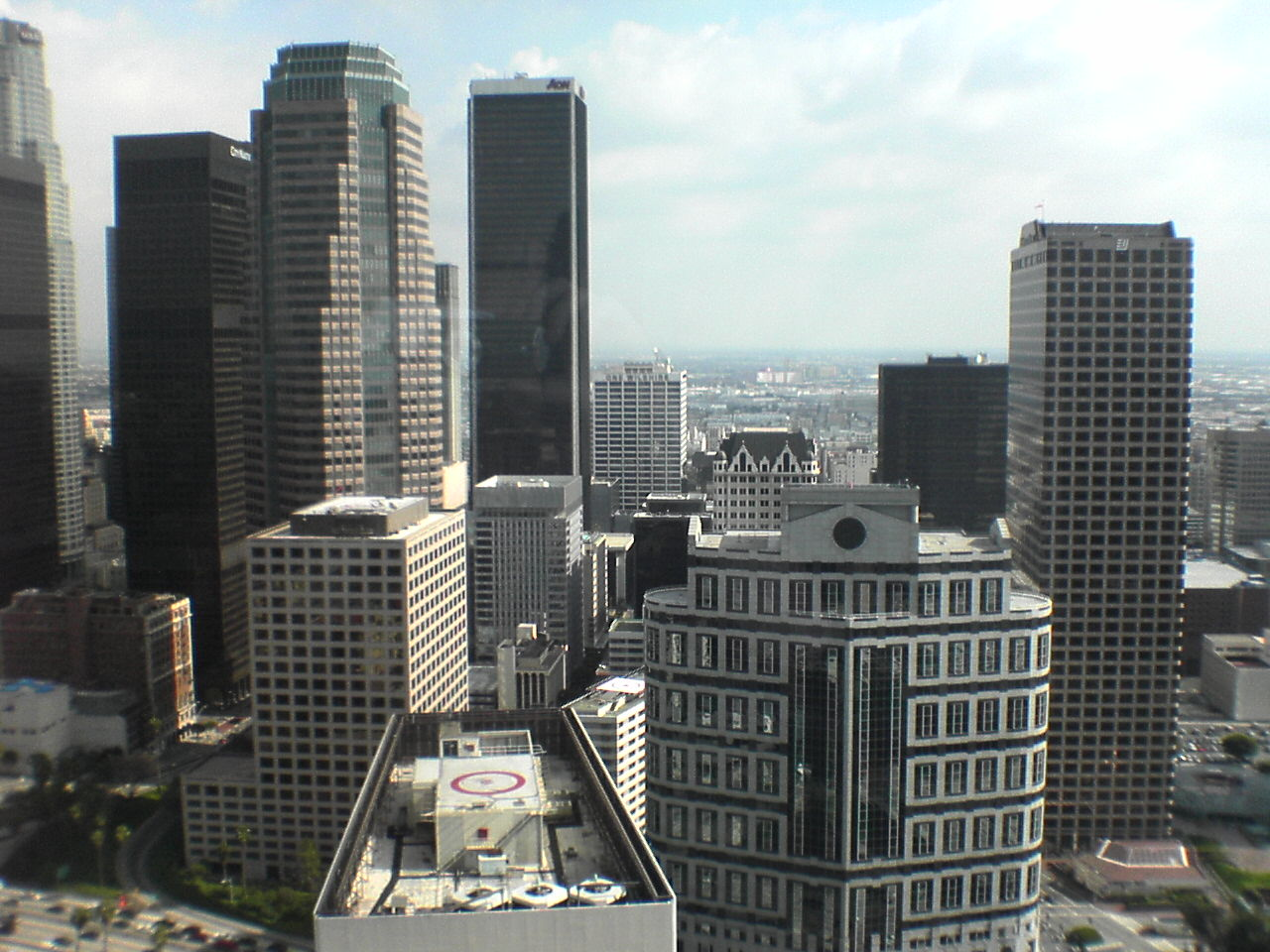
Vue sur le centre-ville de Los Angeles, depuis l'angle Ouest du 32 étage du 1100 Wilshire.